# Membranski transkripcioni faktor peptidaza, mesto 1
Membranski transkripcioni faktor peptidaza, mesto 1, takođe poznata kao Mesto-1 proteaza (engl. Site-1 Protease - S1P), je enzim (ЕЦ 3.4.21.112) kodiran  genom koji koji odseca petlju endoplazmatičnog retikuluma od transkripcionog faktora vezujućeg proteina sterolnog regulatornog elementa (SREBP).

## Literatura
- Nicholas C. Price; Lewis Stevens (1999). Fundamentals of Enzymology: The Cell and Molecular Biology of Catalytic Proteins (Third изд.). USA: Oxford University Press. ISBN 019850229X.
- Eric J. Toone (2006). Advances in Enzymology and Related Areas of Molecular Biology, Protein Evolution (Volume 75 изд.). Wiley-Interscience. ISBN 0471205036.
- Branden C; Tooze J. Introduction to Protein Structure. New York, NY: Garland Publishing. ISBN 0-8153-2305-0.
- Irwin H. Segel. Enzyme Kinetics: Behavior and Analysis of Rapid Equilibrium and Steady-State Enzyme Systems (Book 44 изд.). Wiley Classics Library. ISBN 0471303097.

1. ↑  Brown MS, Goldstein JL (1999). „A proteolytic pathway that controls the cholesterol content of membranes, cells, and blood”. Proc. Natl. Acad. Sci. U.S.A. 96 (20): 11041—8. PMC 34238 . PMID 10500120. doi:10.1073/pnas.96.20.11041.
2. ↑  Nakajima T, Iwaki K, Kodama T, Inazawa J, Emi M (2000). „Genomic structure and chromosomal mapping of the human site-1 protease (S1P) gene”. J. Hum. Genet. 45 (4): 212—7. PMID 10944850. doi:10.1007/s100380070029.

## Spoljašnje veze
- site-1+protease на 